# Zoran Alagic

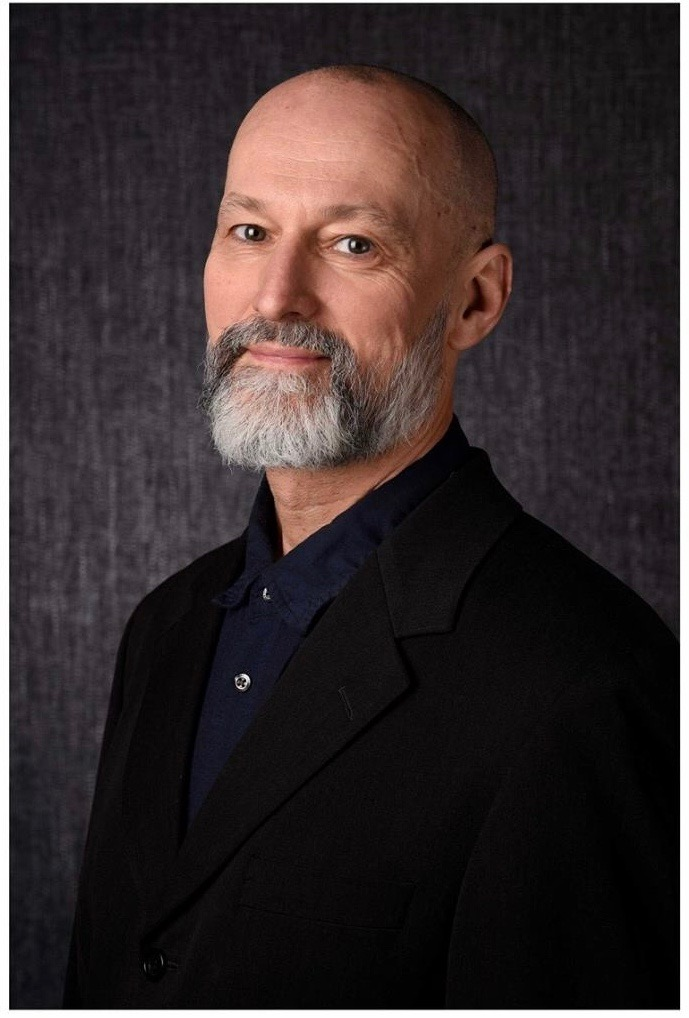
Zoran Alagic.

Zoran Alagic, född 2 augusti 1962 i Osijek i SR Kroatien i Jugoslavien, är en svensk journalist. Åren 2005–2016 var han presschef på Lärarnas Riksförbund. Sedan 2023 är han pressansvarig på  nybildade lärarfacket Sveriges Lärare.
Alagic var reporter på Sveriges Radio mellan 1992 och 1998. Därefter var han pressekreterare hos statsrådet Margareta Winberg 1998–2003.
Han har framträtt som debattör inom politiken, bland annat genom ett inlägg på DN Debatt den 8 mars 2005: "Göran Persson bromskloss i arbetet för jämställdhet". Han medverkade också med kritik mot Göran Persson i Makten framför allt: en antologi om statsminister Göran Persson (Wahlström & Widstrand, 2005). Nobeldagen den 10 december 2012 publicerades en debattartikel på DN Debatt av Alagic, journalisten Gunnel Åhlander och ett fyrtiotal andra under rubriken "Bara gubbar får nobelpris – så satsar vi på kvinnorna"].
Då Dagens Opinion tog fram en lista över "Sveriges 100 valmäktigaste" inför riksdagsvalet 2014 kom Alagic på plats 34.